# Atlas, Rise!
«Atlas, Rise!» es una canción y sencillo del grupo musical de heavy metal Metallica y el segundo de su décimo álbum de estudio titulado Hardwired... to Self-Destruct. El sencillo se publicó el 31 de octubre de 2016, el video musical de la canción muestra a los cuatro componentes más su equipo, trabajando y afinando detalles de como sería la canción. Hay algunas escenas donde aparece su sala de ensayo rodeada de banderas de los lugares del mundo que han visitado. Al principio del solo de guitarra de Kirk Hammet, uno de los trabajadores le acerca un extintor al guitarrista del grupo y luego muestra un cartel en el que está escrito: "Hammet en llamas" ("Hammit's on FIRE"). En el video también se ve a James Hetfield con la costumbre sudamericana de tomar mate en el minuto 2:25.
Esta canción se interpretó por primera vez en vivo en la ciudad de Bogotá, Colombia, como parte de la gira mundial WorldWired Tour, para promocionar su décimo álbum de estudio.

## Créditos
- James Hetfield: Voz y guitarra rítmica.
- Kirk Hammett: Guitarra líder.
- Robert Trujillo: Bajo eléctrico.
- Lars Ulrich: Batería y percusión.